# Danh sách tập của Running Man (Việt Nam)
Đây là danh sách tập phát sóng của chương trình Running Man phiên bản Việt Nam, một chương trình truyền hình thực tế do Đài Truyền hình Thành phố Hồ Chí Minh và SBS cùng với công ty Đông Tây Promotion (trước đây là Madison Media Group) phối hợp thực hiện, được phát sóng trên kênh HTV7. Các tập phát sóng của chương trình sau khi được lên sóng trên truyền hình cũng được công chiếu cùng ngày trên kênh YouTube chính thức của nhà sản xuất và của chương trình.

## Tổng quan
| Năm | Năm  | Số tập | Số tập | Phát sóng gốc       | Phát sóng gốc       |
| Năm | Năm  | Số tập | Số tập | Phát sóng lần đầu   | Phát sóng lần cuối  |
| --- | ---- | ------ | ------ | ------------------- | ------------------- |
|     | 2019 | 15     | 15     | 6 tháng 4 năm 2019  | 20 tháng 7 năm 2019 |
|     | 2021 | 16     | 16     | 19 tháng 9 năm 2021 | 2 tháng 1 năm 2022  |